# أبو بكر العدني
أبو بكر بن عبدالله العيدروس الهاشمي القرشي (851 - 914 هـ) عالم دين حضرمي وشاعر عامي من سلالة آل البيت النبوي من السادة آل باعلوي. اشتُهر في مدينة عدن بـ«العيدروس» نسبةً إلى أبيه، ولُقب بـ«العدني» لسكناه عدن. كان له جاه عظيم لدى جميع الطبقات الاجتماعية، وحظي باحترام الكثير في عدن بسبب إسهاماته المجتمعية لرفاه سكان المدينة، حيث قام بإنشاء مسجد العيدروس الشهير بها بالإضافة إلى قيامه بالعديد من الأعمال والخدمات الخيرية. وبعد وفاته تم تبجيله باعتباره أحد أولياء الله الصالحين. وهو أحد من يُعزى إليه اكتشاف حبوب البن (القهوة) في بلاد اليمن.
وقد أفرد له بالترجمة تلميذه محمد بن عمر بحرق في كتابه «مواهب القدوس في مناقب ابن العيدروس». وله ديوان شعر جمعه تلميذه عبد اللطيف باوزير بعنوان «محجة السالك وحجة الناسك»، وألّف أبو بكر المشهور منظومة شعرية في حياته باسم «تشنيف الكؤوس».

## نسبه
أبو بكر بن عبد الله العيدروس بن أبي بكر السكران بن عبد الرحمن السقاف بن محمد مولى الدويلة بن علي بن علوي الغيور بن الفقيه المقدم محمد بن علي بن محمد صاحب مرباط بن علي خالع قسم بن علوي بن محمد بن علوي بن عبيد الله بن أحمد المهاجر بن عيسى بن محمد النقيب بن علي العريضي بن جعفر الصادق بن محمد الباقر بن علي زين العابدين بن الحسين السبط بن علي بن أبي طالب، وعلي زوج فاطمة بنت محمد ﷺ.
فهو الحفيد 23 لرسول الله محمد ﷺ في سلسلة نسبه.

## مولده ونشأته
ولد في مدينة تريم بحضرموت عام 851 هـ/ 1447 م، ووالدته عائشة بنت عمر المحضار، ونشأ تحت رعاية والده عبد الله العيدروس، وعمه علي بن أبي بكر السكران، وسعد بن علي مذحج حيث كان لهم الأثر في بداية تعليمه وأخذه للعلم الشرعي. وتعلم القرآن على يد محمد باجحدب وسالم بن نميري، وقد أثر أن والده كان يأمر معلمه أن يتلطف به، وأن لا ينهره ولا يعاقبه. ومن عجيب تصرف والده معه أنه كان يجلسه معه في حلقة مدارسة القرآن، وإذا ما قرأ القرآن تركه يقرأ من غير أن يرد عليه أحد حتى لو أخطأ، فيتركه حتى يعود بنفسه مرة أخرى إلى تصحيح ما أخطأ فيه. وفي هذا العمر المبكر وجهه والده إلى قراءة مبادئ العلوم من لغة وحديث وتفسير وفقه وغيرها من العلوم المتداولة آنذاك. وكان يشجعه على المطالعة والمراجعة والبحث، حتى صار ميالا بطبعه للمطالعة في المؤلفات التي تزخر بها مكتبة والده، ومع هذا الميل الطبعي فقد حرص والده على أن يلاحظ توجهه من خلال مطالعاته. فيتحدث عن نفسه فيقول: «لا أذكر أن والدي ضربني ولا انتهرني قط؛ إلا مرة واحدة لما رأى بيدي جزءا من كتاب «الفتوحات المكية» لابن عربي، فغضب غضبا شديدا، فهجرتها من يومئذ». وقال: «وكان والدي ينهى عن مطالعة كتب «الفتوحات» و«الفصوص» لابن عربي، ويأمر بحسن الظن فيه، ويقول إن كتبه اشتملت على حقائق لا يدركها إلا أرباب النهايات، وتضر بأرباب البدايات».

## شيوخه
ومن الشيوخ الذين ارتبط بهم وأخذ عنهم:
| - والده عبد الله بن أبي بكر العيدروس - عمه علي بن أبي بكر السكران - عمه أحمد بن أبي بكر السكران - سعد بن علي مذحج - محمد بن علي مولى عيديد - محمد بن عبد الرحمن بلفقيه | - عبد الله بن عبد الرحمن بافضل - محمد بن علي باجحدب - سالم بن نميري - إبراهيم بن محمد باهرمز - أحمد بن محمد بن عثمان العمودي - محمد بن أحمد بافضل | - عبد الله بن أحمد بامخرمة - أحمد بن عمر المزجد - يحيى بن أبي بكر العامري - مقبول بن أبي بكر الزيلعي - مقبول بن موسى الزيلعي - محمد بن عبد الرحمن السخاوي | - أحمد بن أحمد الشرجي - عبد الله بن عقيل باعباد - عبد اللطيف بن أحمد الشرجي - عبد اللطيف بن موسى المشرعي - محمد بن أحمد الدهماني - موسى بن عبد الرحمن صاحب أرحب |

## تلاميذه
اتسعت دائرة الأخذ والتلقي عنه بحضرموت وسائر مناطق اليمن والحجاز وغيرها من البلاد التي زارها، وكثر مريدوه وتلامذته، ومن هؤلاء:
| - ابن عمه عبد الرحمن بن علي السكران - عمر بن عبد الله بن علوي العيدروس - أخوه شيخ بن عبد الله العيدروس - أخوه حسين بن عبد الله العيدروس - ابن أخيه عبد الله بن شيخ العيدروس | - ابنه أحمد المساوى بن أبي بكر العدني - محمد بن عمر بحرق - الحسين بن الصديق الأهدل - محمد بن أحمد باجرفيل - جار الله بن محمد بن فهد | - عبد الرحمن بن محمد باقشير - أحمد بن علي الحلبي - محمد بن عبد الله العيدروس - عبد اللطيف بن عبد الرحمن باوزير - جوهر بن عبد الله الحبشي | - عبد العليم الحوايجي - عبد الله بن أحمد باكثير - نعمان بن محمد المهدي - محمد الطهطاوي المكي - مرجان بن عبد الله الظافري |

## رحلاته
عاش منذ ولادته في حضرموت متدرجا في السلوك والعلم والاستفادة، والقيام بمظاهر والده بعد وفاته، وقد بلغت مدة هذه الإقامة المتوالية ثمانية وثلاثين سنة تقريبا؛ إلا أنه بعد وفاة والده صار يتعهد السفر إلى الشحر كعادة والده، وقد كان والده دائم السفر إلى الشحر لزيارة الشيخ سعد بن علي الظفاري، وتأسيا بأبيه صار يسافر إلى شبام ودوعن لزيارة المشاهد والمآثر، ومنها زيارة قيدون، حيث ضريح الشيخ سعيد بن عيسى العمودي. وكان يتردد إلى شعب نبي الله هود، ويعبر أثناء رحلته على البداوة وأهل القرى لنشر الدعوة إلى الله.
وسافر إلى الحجاز للحج مرتين؛ الأولى كانت عام 880 هـ، وعاد منها إلى حضرموت، والثانية كانت عام 888 هـ، وسار في طريقه إلى بلاد كثيرة، عبر على عدن وتهائم اليمن كزبيد وبيت الفقيه والمراوعة، وكان مع ابن عمه عبد الرحمن بن علي، واتصلا في هذه الرحلة بجملة من العلماء والمحدثين. ثم عزم على السفر بعد الحج إلى زيلع، عاصمة بلاد الصومال آنذاك، للقاء حاكمها محمد بن عتيق، والذي له تعلق كبير بأبي بكر العدني، فقد ارتبط واتصل به قبل وصوله وكانت معرفته به من الحجة الأولى. وبعد أيام سافر إلى الحديدة بحرا، ومنها إلى تعز في أوائل عام 889 هـ.

## توطنه في عدن
وافق دخوله تعز اجتماع الناس للتعزية بوفاة السيد عمر بن عبد الرحمن صاحب الحمراء، وأرسل إليه علماء عدن بعزمهم على الوصول إلى تعز لتعزيته، فأرسل إليهم أنه سيأتي إلى عدن، فعزم على زيارة عدن، ولما وصل إلى الحوطة، عاصمة لحج، أرسل من يخبر أهل عدن بقدومه، فخرج علماء عدن ووجهاؤها وعامة أهلها لاستقباله، ودخل مدينة عدن في موكب مهيب يوم 13 ربيع الثاني سنة 889 هـ، واستقبل التعازي من الناس، ولازمه العدد الكثير طلبا لدعائه، وتعلق أهالي عدن به، فطلبوا منه الإقامة بها، فكان الأمر كذلك، ومنذ ذلك الحين أقام بمدينة عدن، وأشرف على بناء مسجده مسجد العيدروس. وكان بادئ أمره يسكن بمنطقة صيرة قريبا من البحر حتى تم تشييد مسجده سنة 890 هـ، فانتقل إلى جواره، وفتح دروس العلم، وحلقات التذكير، وصار مسجده ومنزله ملتقى الأضياف والزوار من كافة النواحي والأقطار. ومع ذلك قام برحلات عودة في بعض الأحيان لعائلته في تريم؛ للإشراف على الوقف النقدي الذي يقدمه التجار في المنطقة. وسافر أيضا إلى هرار بإثيوبيا لنشر علوم الدين بين المواطنين الإثيوبيين.
وفي نهاية المطاف أصبح أبو بكر العدني زعيم ومرجعية دينية إسلامية في عدن، وحظي باحترام الكثير من سكان المدينة الذين وصفوه بأنه رجل رائع وطيب جدا مع إحساس ممتاز بالعدالة. كما حظي أيضًا باحترام أعضاء الجالية اليهودية المحلية الذين يعانون من التحرش في بعض الأحيان من قطاع الطرق الصحراويين.

## أحواله
كان يقول: «إني إذا رأيت المؤمن قد وفقه الله لأداء الفرائض، واجتناب الكبائر أرحت خاطري منه؛ لأنه قد صار مع الركب يمشي على قدميه، وإنما أشغل خاطري، وأصرف عنايتي، وأبذل جهدي في خلاص من رأيته منهمكا في العصيان، واقعا في حبائل الشيطان». ولهذا كان بعد استقراره في مدينة عدن يجمع أتباعه ومحبيه في مجالسه كل ليلة، وخاصة من يعرف انصرافه وذهابه يعود عليه بالمعاصي والمخالفات، فكان يحفظهم بالمجالسة وسماع الذكر والقراءة حتى صلاة الفجر، فيصلي بهم في مسجده، ويعطي كل واحد منهم أجرة عمل يومه، ويسمح له بالذهاب إلى منزله لينام، حتى يتروض حاله على الطاعة، ويعزف عن حب المعصية، فيتركه بعد ذلك في كسبه وطاعته لله.
وكان جمالي المظهر، حسن الاختيار لكل طيب في الملبس والمأكل والمركب، وكان كثير الإنفاق حتى أثقلته الديون الكثيرة، ولامه بعض خاصته على كثرة إنفاقه فكان يقول لهم: «لا تدخلوا بيني وبين ربي، فما أنفقت ذلك إلا لرضاه، وقد وعدني أن لا أخرج من الدنيا إلا وقد أدى عني ديني»، فكان الأمر كما قال، وقضى عنه دينه الأمير ناصر الدين بن عبد الله باحلوان في حياته قبيل موته بمدة يسيرة. وحول ما أثير عن كثرة الإنفاق من يده فقد جرى ذكر أبي بكر العدني بحضرة السلطان عبد الله بن جعفر الكثيري، وكأن بعض الحاضرين عرّض بالطعن في أبي بكر العدني، فزجره السلطان وقال: «أشهد أنه سيد أهل عصره؛ لأن سادة الناس في الدنيا الأسخاء، ولا أعلم على وجه الأرض أكرم منه».

## أعماله
كان من أجلّ أعماله في عدن إقامة الرباط، والمسجد المعروف إلى اليوم مسجد العيدروس، وما فيهما من الدروس، والحضرة الشريفة التي يقيمها في مسجده، ويحضرها الجم الغفير من أتباعه ومريديه وبقية الفئات في المجتمع، وبعد وفاته نقلت هذه الحضرة إلى داخل القبة بجوار الأضرحة المدفونة هناك، وإشارته على ذوي السلطان والمال بإقامة السدود للمياه الموسمية، وإصلاح الطرق في عدن وحضرموت وغيرها. كما كان له صدقات ومساعدات عظيمة في إصلاح وادي ثبي، وتجديد عمارة مساجد تريم، وغيرها من المصالح العامة، وكان يكل هذه الأعمال وإنجازها ومراقبتها والإنفاق عليها إلى السيد محمد بن أحمد بن حسن باعلوي.
وأجرى في عدن صدقات سنوية ثابتة على طلبة العلم ورواد المقام، واشتروا للمقام أراض واسعة لتغطية نفقات المقام ومناسباته، ويذكر المؤرخون أن مناسبة الزيارة السنوية كانت تعقد خلال حياته بعدن حيث كان يعيد هذه الذكرى ويجري فيها من العادة الحسنة ما يعود بالنفع على المحتاجين والفقراء، ومنها عادة الكسوة، فقد كان يحمل في الموكب أحمال من الكساء والملابس، ثم يوزعها على الفقراء والمحتاجين، وقد أبدلها المتأخرون بحمل الكسوة المعروفة الآن من الألبسة التي تكسى بها القبور.

### اكتشافالقهوة
قيل أن أصل اتخاذه لها أنه مر في سياحته بشجر البن على عادة الصالحين، فاقتات من ثمره حين رآه متروكًا مع كثرته، فوجد فيه تجفيفًا للدماغ، واجتلابًا للسهر، وتنشيطًا للعبادة، فاتخذه قوتًا وطعامًا وشرابًا، وأرشد أتباعه إلى ذلك، ثم انتشرت في اليمن، ثم إلى بلاد الحجاز والشام ومصر وسائر البلدان. وقد كان أول من قام باكتشاف حبوب البن في اليمن هو الشيخ علي بن عمر دعسين الشاذلي صاحب المخا؛ لذا يكثر الخلط بينه وبين الشيخ أبي بكر فيقال «أبو بكر الشاذلي».

## من أقواله
جمع تلميذه عبد اللطيف بن عبد الرحمن باوزير في مقدمة الديوان «محجة السالك وحجة الناسك» بعضًا من المقولات التي سمعها في مجالس متعددة من شيخه أبي بكر العدني، منها:
- «ما خسر صاحب حسن ظن وإن أخطأ، وما أفلح صاحب سوء ظن وإن أصاب».
- "عليكم بزيارة الأولياء والتعرف بهم، وإن صحت النية، وثبتت العقيدة، فإن عالم الغيب والشهادة مرتبطان كالروح والجسد، لا تأتي بركة من عالم الغيب إلا بواسطة حركة من عالم الشهادة، وعليه الدليل بقوله جل وعلا لمريم عليها السلام: ﴿وَهُزِّي إِلَيْكِ بِجِذْعِ النَّخْلَة﴾ [مريم:25]، ولموسى عليه السلام: ﴿اضْرِب بِعَصَاكَ الحَجَرَ﴾ [البقرة:60]، فجعل الهز وحركة العصا من عالم الشهادة سببًا للبركة النازلة من عالم الغيب".
- «لا تستقلوا الطاعة وإن كانت يسيرة فإن فيها رضى الله، ولا تستحقروا المعصية وإن كانت صغيرة فإن فيها غضب الله».
- وكان دعاؤه في غالب محاضر ذكره: «اللهم ارزقنا من العقول أوفرها، ومن الأذهان أصفاها، ومن الأعمال أزكاها، ومن الأخلاق أطيبها، ومن الأرزاق أجزلها، ومن العافية أكملها، ومن الدنيا خيرها، ومن الآخرة نعيمها، وصلى الله على سيدنا محمد وآله وصحبه وسلم».

## شعره
يزخر ديوانه بالعديد من القصائد ذات الأغراض الشعرية عند الصوفية، وغالب أشعاره من الغزليات ذات العبارات الشعبية المنشدة بأصوات غنائية، وبأسلوب غير متكلف، وقد يخرج بعضها عن قواعد العروض المألوفة، وميزتها الأدبية تنوع مطالعها الإيقاعية على أصوات الإنشاد السائد آنذاك عند صوفية اليمن، وقاموسها اللغوي ممزوج بين اللهجة الشعبية والألفاظ العربية الفصيحة البارزة في قالب أدبي مقبول، حيث كان كثير من السلف عند كتابة الشعر لا يتكلفون الصور والمعاني، وخاصة أن غرضهم هو الدعوة إلى الله بين العامة، وغالب قصائدهم تؤلف للإنشاد والسماع، فلذلك يتوخون فيها البساطة، واللغة المتداولة. ونذكر هنا بعض النماذج الشعرية التي تتطرق إليها، والأسلوب الذوقي الذي ينتهجه.

## مؤلفاته
له تصانيف في الحقائق، وأجوبة تدل على سعة علمه ومعرفته، وله أيضًا:
- «الجزء اللطيف في التحكيم الشريف» ذكر فيه ما ورد في إلباس الخرقة الصوفية، وصفة التحكيم الوارد عن المشايخ، وعدد مشايخه الذين أخذ منهم اليد والإذن في إلباس الخرقة الشريفة.
- ثلاثة مجاميع: «وسيط»، و«بسيط»، و«وجيز» في الأذكار والأدعية النبوية.
- «محجة السالك وحجة الناسك» ديوان شعر أعرب فيه عن روحانيات وصوفيات، وأودع فيه ما أودع من حكم ونصائح وتوجيه وإرشاد.

## ذريته
له ثلاث بنات: فاطمة، ومزنة، وفلانة، وابن واحد وهو أحمد المساوى المتوفى سنة 922 هـ، ولأحمد ابنان: محمد، وعقيل، وقد انقرض الجميع فلا يوجد اليوم من ذرية أبي بكر العدني أحد.

## وفاته
توفي ليلة الثلاثاء الرابع عشر من شهر شوال عام 914 هـ/ 1509 م بمدينة عدن، ودفن بمسجده وعلى ضريحه قبة بناها عامر بن عبد الوهاب، وبنى مرجان الظافري رباطا كبيرا ودارا لسكنى القائم بالتربة، وشاد عبد الملك بن محمد الظافري ثلاثة أذرع محيطة بالقبة. وقد نعاه الكثير من العدنيين، ونشر سكان المدينة نسخ من نعيات ذكرى حياة أبي بكر، وسرد لمسقط رأسه، كما نشرت تريم. ومنذ ذلك الحين يزور قبره الآلاف من المريدين كل عام.

### استشهادات
1. ↑  Roger Allen, Donald Sidney Richards, Arabic Literature in the Post-classical Period, pg 216
2. ↑  J. Spencer Trimingham, John O. Voll, The Sufi Orders in Islam, pg 73
3. ↑  José-Marie Bel, Théodore Monod, Aden: Port mythique du Yémen, pg 99 نسخة محفوظة 02 يناير 2015 على موقع واي باك مشين.
4. ↑  الزركلي، خير الدين (2002). الأعلام (PDF). بيروت، لبنان: دار العلم للملايين. ج. الثاني. ص. 66. مؤرشف من الأصل (PDF) في 2020-09-22.
5. ↑  "منظومة تشنيف الكؤوس". موقع الحبيب أبو بكر المشهور. مؤرشف من الأصل في 2019-12-28.
6. ↑  الحبشي، أحمد بن زين (1997). شرح العينية. سنغافورة: مطبعة كرجاي المحدودة. ص. 212.
7. ↑  الحبشي، عيدروس بن عمر (2009). عقد اليواقيت الجوهرية وسمط العين الذهبية بذكر طريق السادات العلوية. تريم، اليمن: دار العلم والدعوة. ج. الثاني. ص. 1054.
8. ↑  Engseng Ho, The Graves of Tarim: Genealogy and mobility across the Indian Ocean, pg 133 The link is a direct one: the Adeni was born there in 1447, the great-grandson of 'Abd al-Rahman al-Saqqaf, initiator of the ritual forms of the
9. ↑  Rex S O'Fahey, Hussein Ahmed, The Writings of the Muslim Peoples of Northeastern Africa, pg 26
10. ↑  Muhammad ibn Aḥmad Nahrawālī, Clive K. Smith, Lightning Over Yemen: A History of the Ottoman Campaign (1569-71) : Being a Translation from the Arabic of Part III of Al-Barq Al-Yamānī Fī Al-Fatḥ Al-ʻUthmānī by Quṭb Al-Din Al-Nahrawālī Al-Makkī as Published by Ḥamad Al-Jāsir, pg 43
11. ↑  Reuben Ahroni, The Jews of the British Crown Colony of Aden: History, Culture, and Ethnic Relations, pg 28
12. ↑  الغزي، محمد بن محمد (1997). الكواكب السائرة بأعيان المئة العاشرة. بيروت، لبنان: دار الكتب العلمية. ج. الأول. ص. 115.
13. ↑  الأهدل، ماجد. "القهوة: سيرة غير ذاتيّة.. غير موضوعيّة". ثمانية. مؤرشف من الأصل في 2020-11-28.
14. ↑  مقشر، عبد الودود. "قصة اكتشاف القهوة ومكتشفها في المخا باليمن (11)". نيوز يمن. مؤرشف من الأصل في 2020-11-28.
15. ↑  خرد، محمد بن علي (2002). غرر البهاء الضوي ودرر الجمال البديع البهي. القاهرة، مصر: المكتبة الأزهرية للتراث. ص. 283، 570.
16. ↑  الشلي، محمد بن أبي بكر (1982). المشرع الروي في مناقب السادة الكرام آل أبي علوي (PDF) (ط. الثانية). ج. الثاني. ص. 72. مؤرشف من الأصل (PDF) في 2020-12-04.
17. ↑  المشهور، عبد الرحمن بن محمد (1984). شمس الظهيرة (PDF). جدة، السعودية: عالم المعرفة. ج. الأول. ص. 98. مؤرشف من الأصل (PDF) في 2020-01-02.
18. ↑  شنبل، أحمد بن عبد الله (2003). تاريخ شنبل. صنعاء، اليمن: مكتبة صنعاء الأثرية. ص. 235.
19. ↑  باحسن، عبد الله بن محمد (2010). نشر النفحات المسكية في أخبار الشحر المحمية. تريم، اليمن: تريم للدراسات والنشر. ص. 479.
20. ↑  Anne K. Bang, Sufis and Scholars of the Sea: Family Networks in East Africa, 1860-1925, pg 22